# Eremobates papillatus
Eremobates papillatus är en spindeldjursart som beskrevs av Muma 1970. Eremobates papillatus ingår i släktet Eremobates och familjen Eremobatidae. Inga underarter finns listade i Catalogue of Life.